# Muscolo rosso (album)
Muscolo rosso è il secondo album di Cicciolina, pubblicato dalla Boy Records in Spagna nel 1988.

## Tracce
1. Russians – 4:07 (Sting)
2. Inno – 4:24 (Jay Horus)
3. Satisfaction – 6:40 (Mick Jagger, Keith Richards)
4. Telefono Rosso (Avec Toi) – 4:19 (Jay Horus)
5. Black Sado – 5:48 (Jay Horus)
6. Goccioline – 3:37 (Jay Horus)
7. Perversion – 4:12 (Jay Horus)
8. Animal Rock – 4:28 (Jay Horus)
9. Nirvana – 6:30 (Jay Horus)
10. Muscolo rosso – 4:37 (Jay Horus)
11. Muscolo rosso (Reprise) – 1:47 (Jay Horus)

Durata totale: 50:29
Tracce bonus CD
1. Inno (Instrumental)
2. Goccioline (Instrumental)
3. Perversion (Reprise)
4. Nirvana (Instrumental)
5. Muscolo rosso (Reprise 2)

Tracce DVD
1. Cicciolina Sex Show

## Edizioni
- Muscolo Rosso (Boy Records, BOY-LP-004, LP)
- Muscolo Rosso (Boy Records, BOY-K-004, MC)
- Muscolo Rosso (Boy Records, BOY004, CD+DVD)